# Tran Nu Yên-Khê
Pour les articles homonymes, voir Tran (homonyme).
Trần Nữ Yên Khê est une actrice vietnamienne, née en 1968 à Anxiuan. Elle est l'épouse du réalisateur Trần Anh Hùng et la mère de la mannequin et DJ Lana Tran (Lang-Khê).

## Filmographie
Sauf indication contraire, les informations mentionnées dans cette section peuvent être confirmées par la base de données cinématographiques IMDb,  présente dans la section « Liens externes ».

### Comme actrice

#### Cinéma
- 1993 : L'Odeur De La Papaye Verte (Mùi đu đủ xanh) de  Trần Anh Hùng : Mui à 20 ans
- 1995 : Cyclo (Xích lô) de Trần Anh Hùng : La sœur
- 2000 : A la verticale de l'été (Mùa hè chiều thẳng đứng) de Trần Anh Hùng : Lien
- 2001 : Thung lũng hoang vắng (vi) de Pham Nhue Giang
- 2009 : Je viens avec la pluie (I Come With The Rain) de Trần Anh Hùng : Lili
- 2016 : Éternité de Trần Anh Hùng : narratrice (voix)
- 2018 : La Troisième femme (Nguoi Vo Ba) de Ash Mayfair : Ha
- 2020 : Between Shadow and Soul de Ash Mayfair : Ha (version alternative de La Troisième femme)

#### Courts métrages
- 1989 : La Femme mariée de Nam-xuong de Trần Anh Hùng : la femme
- 1991 : La Pierre de l'attente de Trần Anh Hùng : la femme
- 2008 : Lumina de Julien Féret

### Autres
- 2011 : La Ballade de l'impossible (ノルウェイの森, Noruwei no mori?) de Trần Anh Hùng (chef décoratrice et costumes)
- 2016 : Éternité de Trần Anh Hùng (direction artistique)